# 乐满地度假世界
乐满地度假世界位于中国广西桂林市兴安县，为首批国家5A级旅游景区，由马志玲投资建造，占地6,000多亩，整个项目计划投资达31亿元人民币。其主题乐园包括欢乐中国城、美国西部区、梦幻世界区、海盗村、南太平洋区、欧洲区，并有曼陀罗园，各有特色，并有多种游乐和休闲设施。其高尔夫俱乐部总占地面积达1,700亩，为美式丘陵国际标准27洞高尔夫球场。

## 交通指南

### 巴士
- 桂林汽车北站乘桂林—兴安乐满地旅游快巴可直接到达乐满地主题乐园门口。
- 从桂林站（香江饭店上车）乘直达快巴可到乐满地。
- 汽车站转5路、7路、9路、16路到达乐满地
- 两江机场—乐满地
- 兴安北站乘坐18路公交车至乐满地

### 驾车
- 桂林市区—乐满地（一级公路322国道）
- 桂林市区尧山收费站--乐满地（途径桂林绕城高速、兴桂高速）
- 湖南永州—乐满地（衡枣高速公路、泉南高速公路）

### 高铁
桂林-兴安北